# Eotetranychus pseudomori
Eotetranychus pseudomori är en spindeldjursart som beskrevs av Davis 1969. Eotetranychus pseudomori ingår i släktet Eotetranychus och familjen Tetranychidae. Inga underarter finns listade i Catalogue of Life.